# Rockstar (marque de boisson)

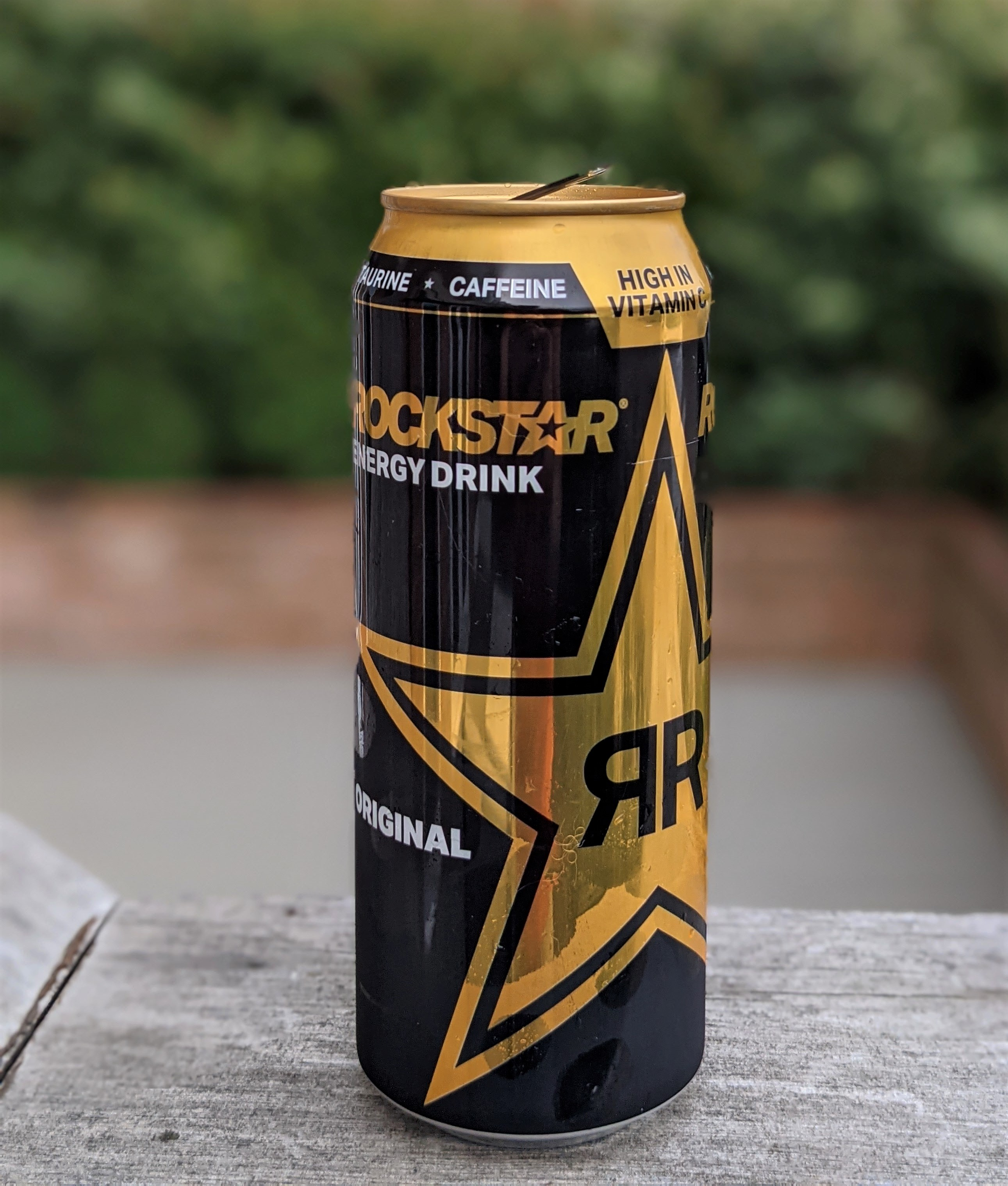
Canette de Rockstar Energy

Pour les articles homonymes, voir Rockstar.

‌
Rockstar Energy Drink, souvent abrégée en Rockstar et stylisé ROCKST★R ou ЯR est une boisson énergisante lancée par Russell Weiner (en), fils de Michael Savage en 2001 dont la marque a été rachetée par la multinationale PepsiCo en 2020.

## Histoire
Basé à Las Vegas, Rockstar Energy est le troisième leader mondial en boisson énergisante (derrière Red Bull lui-même derrière Monster Energy Drink depuis juin 2011) et est présent dans plus de 20 pays. Le groupe a construit sa renommée en s'associant à de nombreux évènement sportifs et de sport extrême ou de glisse, ainsi qu'en sponsorisant plusieurs groupes de heavy metal ou des festivals.[réf. souhaitée]

## Logos
